# 张同泰
张同泰即张同泰药店，为位于中国浙江省杭州市的中华老字号中药店，其前身为慈溪人张梅于清嘉庆五年（1800）在新宫桥河下开设的茂昌药号，嘉庆十年（1805）盘进位于今址（同春坊孩儿巷口、今中山北路99号）的沈同泰药店并改为现名，其后一直原址经营，药材加工、批发和零售兼营。1956年实行公私合营，先后并入同益堂、大生详、孙泰和、美华4店，1965年改名春光药店，1988年恢复原名。张同泰以“道地药材”“歧黄正传”闻名，坚持“悉遵古法务尽其良，货真价实存心利济”，其“道地药材文化”被列入浙江省非物质文化遗产名录。
药店现存建筑为1912年大规模翻建，原前店后厂，1981年后部房屋被拆除改建为医药站宿舍，仅存沿街店面。2004年3月至2006年3月修缮，现沿街为药局三间，中为中堂，两侧配方，其北侧有石库门及庭院（门墙因中山北路拓宽向内移动6米），石库门门额上刻“万象”商标，后部二楼设有国医馆。此外该药店有腊八节布施腊八粥和端午节赠送香袋的传统。